# 海霞
海 霞（かい か、ハイ・シャ、1972年3月9日 - ）は、中華人民共和国中国中央電視台のニュースキャスター・司会者。河南省鄭州市生まれの回族。中国伝媒大学・北京師範大学卒業。

## 略歴
1972年、河南省鄭州市管城回族区に生まれた。河南省実験幼児園小学、鄭州市緯五路一小高中、鄭州市回民中学卒業。1989年に北京広播電影学院（現在の中国伝媒大学）播音主持芸術学院に入学した。
1993年に卒業、中国中央電視台に入り、国営放送のメインニュース番組『午間新聞』と『晩間新聞』のアナウンサーに抜擢され。2007年12月6日から国営放送のメインニュース番組『新聞聯播』のキャスターを務めた。
2008年1月25日に第十一回全国政協委員に選ばれた。
2011年6月、河南省青年連合会第十一回委員会副主席に当選。
2014年5月、河南省直属機関青年連合会に名誉主席の称号を授与された。

## 受賞
2007年12月、金話筒電視播音作品賞を受賞する。

## 家族
2000年10月、長江学者特聘教授、清華大学教授の羅永章（米国テネシー州立大学、カリフォルニア大学バークレー校、ハーバード大学卒業）と結婚。一女をもうけた。

## テレビ番組
- 『午間新聞』、『晩間新聞』、『滾動新聞』（1993年）
- 『現在播報』（1999年）
- 『新聞20分』（2009年）
- 『新聞聯播』（2007年12月6日現在）